# Municipio de Perry (condado de Richland)
El municipio de Perry (en inglés: Perry Township) es un municipio ubicado en el condado de Richland en el estado estadounidense de Ohio. En el año 2010 tenía una población de 1456 habitantes y una densidad poblacional de 31,29 personas por km².

## Geografía
El municipio de Perry se encuentra ubicado en las coordenadas 40°35′39″N 82°35′51″O / 40.59417, -82.59750. Según la Oficina del Censo de los Estados Unidos, el municipio tiene una superficie total de 46.54 km², de la cual 46,39 km² corresponden a tierra firme y (0,33 %) 0,15 km² es agua.

## Demografía
Según el censo de 2010, había 1456 personas residiendo en el municipio de Perry. La densidad de población era de 31,29 hab./km². De los 1456 habitantes, el municipio de Perry estaba compuesto por el 98,08 % blancos, el 0,27 % eran afroamericanos, el 0,14 % eran amerindios, el 0,14 % eran de otras razas y el 1,37 % eran de una mezcla de razas. Del total de la población el 0,69 % eran hispanos o latinos de cualquier raza.